# La gran tentación (película de 1948)
La gran tentación  es una película en blanco y negro de Argentina dirigida por Ernesto Arancibia según el guion de Ulyses Petit de Murat sobre El molino del Floss, de George Eliot, seudónimo de Mary Ann Evans, que se estrenó el 9 de diciembre de 1948 y que tuvo como protagonistas a Elisa Christian Galvé, Roberto Escalada, Carlos Cores, Alberto Closas y José Olarra.

## Sinopsis
Dos familias enfrentadas, un hijo y una hija que lo desconocen y una inundación que irrumpe.

## Reparto
- Elisa Christian Galvé
- Roberto Escalada
- Carlos Cores
- Alberto Closas
- José Olarra
- Rafael Frontaura
- Ana Arneodo
- María Santos
- Claudio Madero

## Comentarios
Clarín dijo que “por una vez la ficción y la realidad se hermanaron en La gran tentación  y Manrupe y Portela escriben:

”Una historia ambiciosa, grandielocuente en un filme de buena producción que ha perdido la efectividad de entonces.”